# 巴甫洛達爾區
52°18′N 76°57′E / 52.300°N 76.950°E

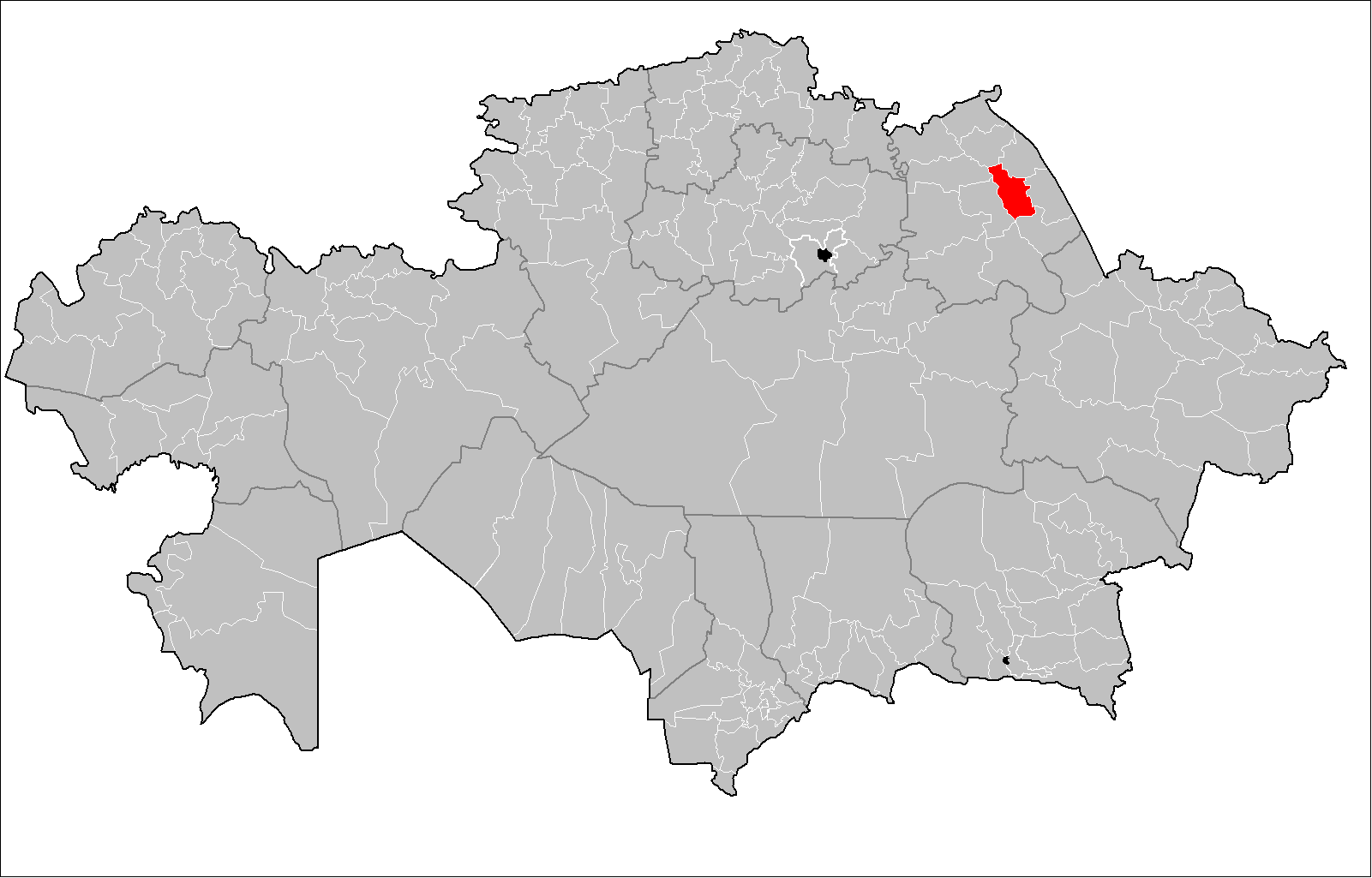

巴甫洛達爾區是哈薩克斯坦的行政區，位於該國東北部，由巴甫洛達爾州負責管轄，首府設於巴甫洛達爾，始建於1928年，面積6,100平方公里，2012年人口29,222。